# Míčovka kulkonosná
Míčovka kulkonosná (Pilularia globulifera) je drobná, vytrvalá, v České republice kriticky ohrožená vodní kapradina osídlující místa přechodně nebo trvale zaplavována. Je jediný druh rodu míčovka který v České republice roste.

## Výskyt
Evropský endemit s hlavním rozšířením v severozápadní Evropě od Britských ostrovů a Skandinávie přes Nizozemsko, Belgii, Lucembursko a severní Francii do Německa. Okrajově dále vyrůstá na Pyrenejském a Apeninském poloostrově, v Polsku, Lotyšsku, Slovinsku a Srbsku. Její populace zanikla ve Švýcarsku kde byla později uměle vysazena. Pravděpodobně se nikdy nevyskytovala na Slovensku, v Maďarsku, na jihu Balkánského poloostrova ani v Rusku.
Druh vyrůstá na písčitých, rašelinných nebo jílovitých půdách které mají obvykle nízký obsah vápníku i dusíku a bývají střídavě obnažovány a opět zaplavovány oligotrofní nebo i slabě eutrofní vodou, ta může být slabě kyselá až neutrální. Nejčastěji se vyskytuje v řídké pobřežní vegetaci vytrvalých nebo jednoletých obojživelných rostlin. Je druhem výrazně světlomilným, jako konkurenčně slabý druh dokáže přežívat jen v rozvolněné vegetaci jaká bývá např. na obnažených dnech vodních nádrží nebo jinak mechanicky narušovaných plochách. Nepříznivě na ní působí i silné zimní mrazy nebo dlouhá letní sucha, špatně také snáší v zaplavené fázi malou průhlednost vodní hladiny způsobenou řasami. Poměrně specifické nároky na typ stanoviště vedou často k zánikům původních populací a ke vzniku nových v závislosti na přítomnosti vhodných biotopů.

## Historie
V Česku byl tento druh věrohodně zjištěn ve 30. létech 20. století na několika lokalitách v okolí Třeboně, pak se však z české přírody vytratil a byl považován za vyhynulý. Teprve v srpnu 2007 byl opětovně pozorován v deseti mikropopulacích u obce Studená v okrese Jindřichův Hradec.

## Stanoviště v Česku
Roste v bývalém rybníku Karhov na bahnitém dně tvořeném převážně rašelinnými sedimenty které jsou v sušších obdobích obnažovány. Z nehlubokého chovného rybníka byla v 70. létech 20. století zřízena, pro obec Studená a okolí, zásobárna pitné vody vodní nádrž Karhov. Při této příležitosti byl rybník, s maximální hloubkou 3 m, na několika místech částečně odbahněn a nepatrně rozšířen na úkor rašeliniště a vodních porostů. Právě na těchto místech míčovka kulkonosná nyní roste a je pravděpodobné, že tyto zásahy před více než 40 léty byly tomu nápomocné.
Lokalita se nachází v oreofytiku v nadmořské výšce 670 m kde se průměrná roční teplota pohybuje okolo 6 °C a úhrn srážek bývá 700 mm, leží v blízkosti rozvodí mezi Severním a Černým mořem. Studenský potok vytékající z blízkého rybníka Zhejral, jenž nádrž Karhov napájí i odvodňuje, náleží do povodí Vltavy. Hodnoty pH vody jsou v rozmezí 6 až 7,9, průměrný obsah rozpuštěného fosforu je 0,02 mg a dusíku 0,9 mg v litru. V létě dochází ke zvýšenému množství fytoplanktonu a tím k zákalu vody.

## Popis
Míčovka kulkonosná je vytrvalá obojživelná kapradina schopná růst ve vlhkém půdním prostředí i v mělké vodě. Rostlina má dlouhý plazivý a hustě kořenující oddenek z něhož vyrůstají dlouhé niťovité a na koncích zašpičatělé, asi 10 cm dlouhé listy. V období kdy je rostlina zaplavená vyšším sloupcem vody mohou listy dorůst do délky i 30 cm. Jsou lysé, světle zelené a svým tvarem se výrazně odlišují od listů ostatních kapradin v ČR rostoucích. Dospělé trávovitě vyhlížející listy jsou v mládí stejně jako u všech kapradin spirálovitě stočené a teprve později se narovnávají.
Na bázi listů vyrůstají chlupaté, 3 až 5 mm velké, dvou až čtyřpouzdré kulovité sporokarpy (plodnice), jsou to komplexy samčích i samičích výtrusnic přikryté přeměněným listovým úkrojkem. V každém pouzdru leží výtrusná kupka obsahující obvykle jednu živou megasporangií (megaspora) se samičími a větší počet mikrosporangií (mikrospora) se samčími výtrusy. Pro různou morfologii výtrusů jsou míčovky označovány jako kapradiny různovýtrusné.

## Rozmnožování
V období kdy jsou rostliny v létě vystaveny poklesu hladiny vytvářejí více sporokarpů než při zaplavení. Vodní prostředí je však nutné pro oplodnění megaspor a pro otevření sporokarpů pukajících čtyřmi chlopněmi. Oplodněné megaspory mohou po delší dobu přetrvávat ve vlhkém substrátu a zachovat si klíčivost. Rozšiřování sporokarpů a oplodněných megaspor na větší vzdálenosti se pravděpodobně děje přilepením rosolovitého obsahu sporokarpů na peří ptáků nebo se předpokládá přežití sporokarpů v jejich trávicím ústrojí.

## Ochrana
Míčovka kulkonosná je v "Červeném seznam cévnatých rostlin České republiky z roku 2012" zařazena jako kriticky ohrožený druh (C1). Podle Mezinárodní svazu ochrany přírody (IUCN) je celosvětově zařazena mezi druhy málo dotčené.
Lokalita výskytu není součásti žádného zvláště chráněného území, náleží však do ochranného pásma vodárenské nádrže Karhov, nesmí se tam koupat ani lovit ryby. V těsné blízkosti je národní přírodní rezervace Zhejral (č. 711) zařazena mezi evropsky významné lokality (č. CZ 0310170).

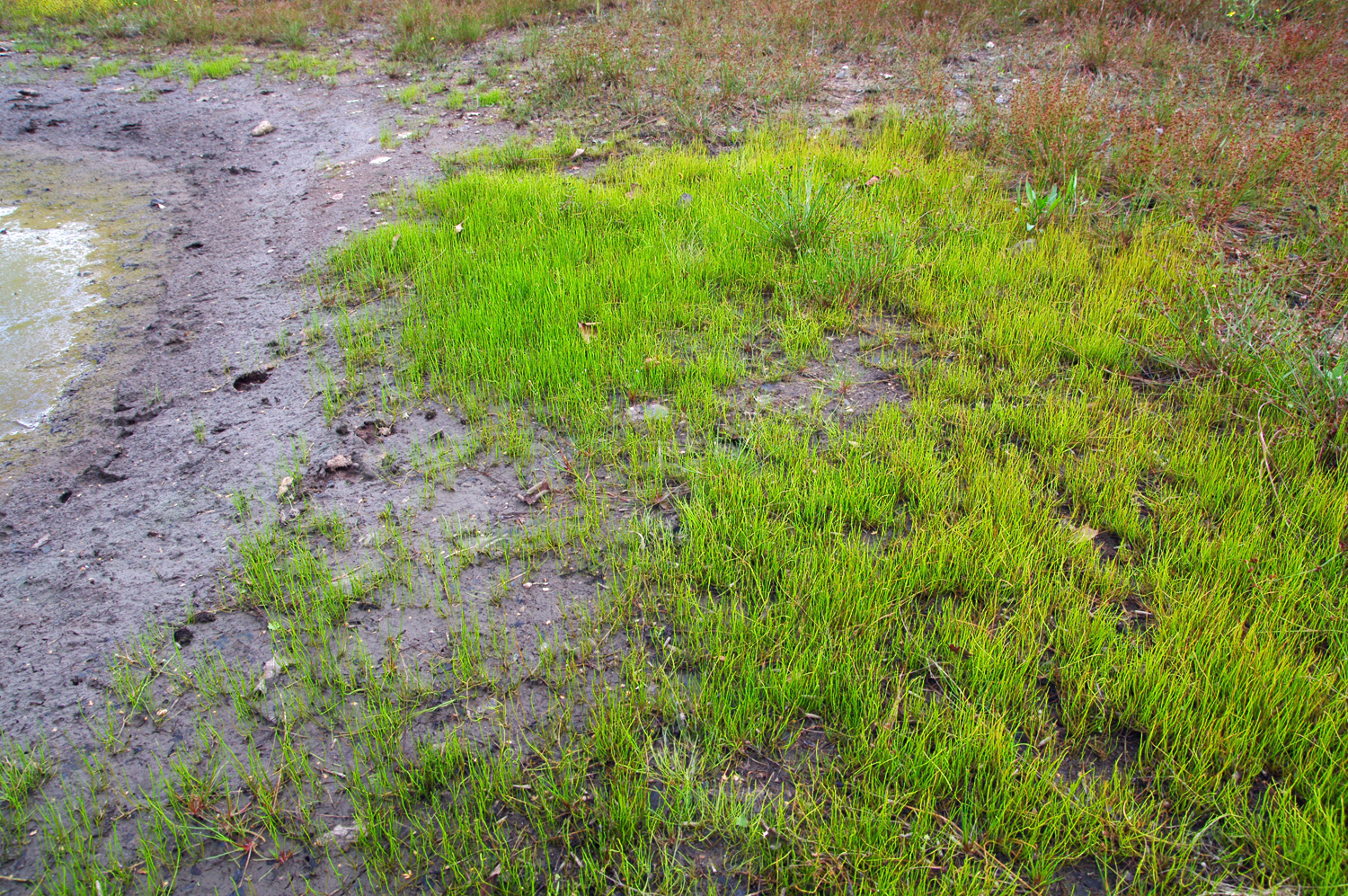
Obnažený porost
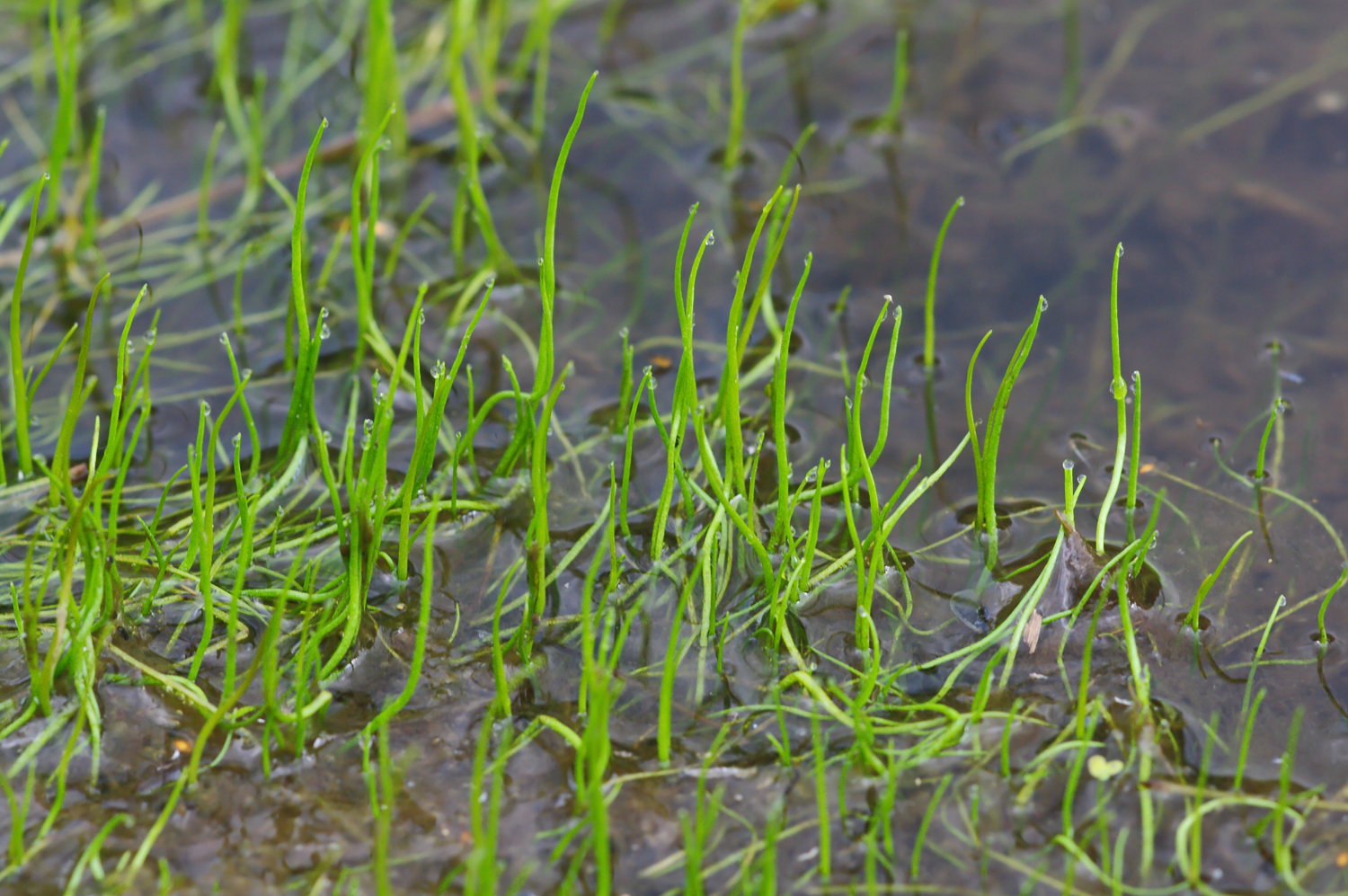
Zaplavený porost
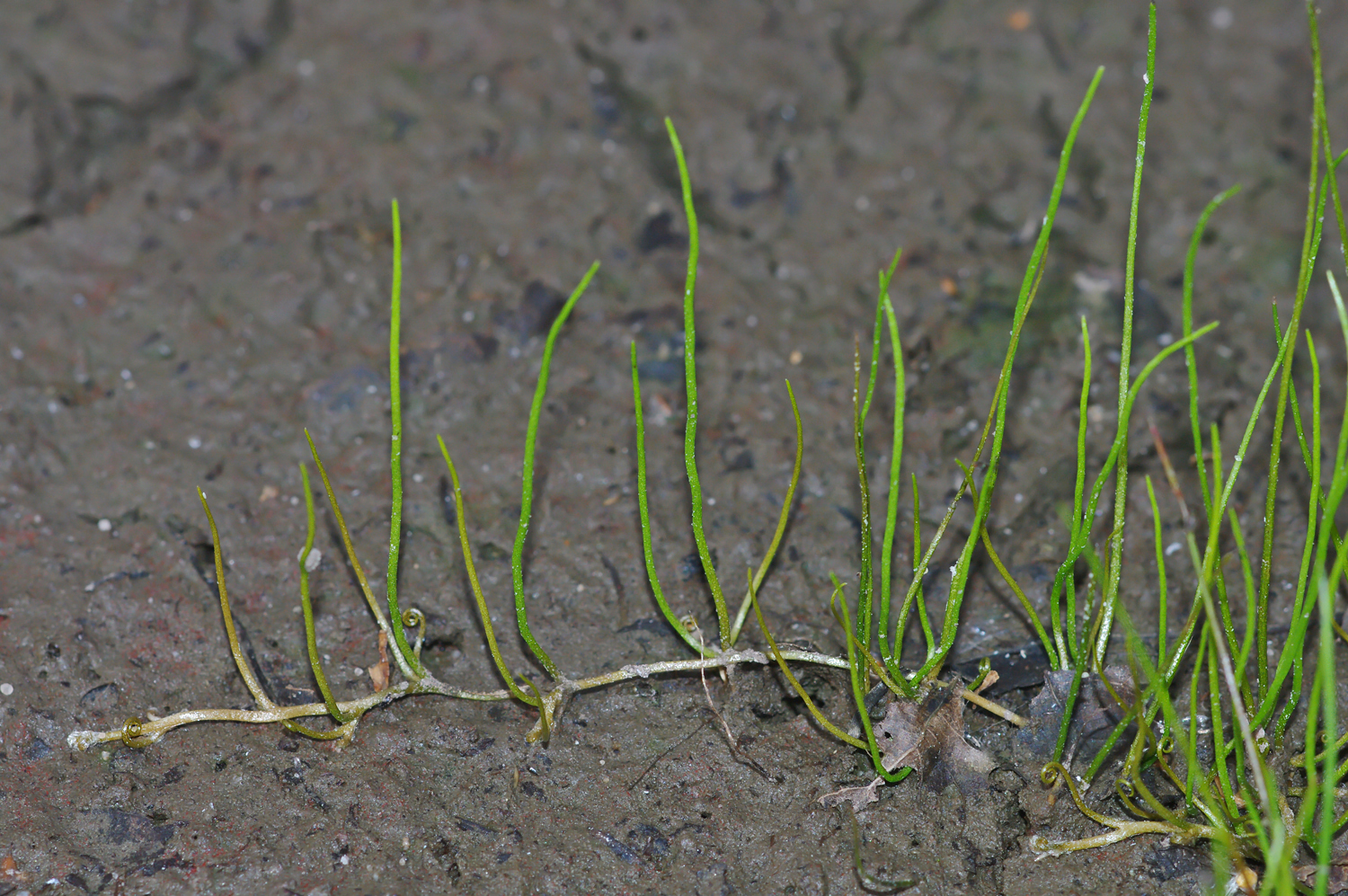
Oddenek
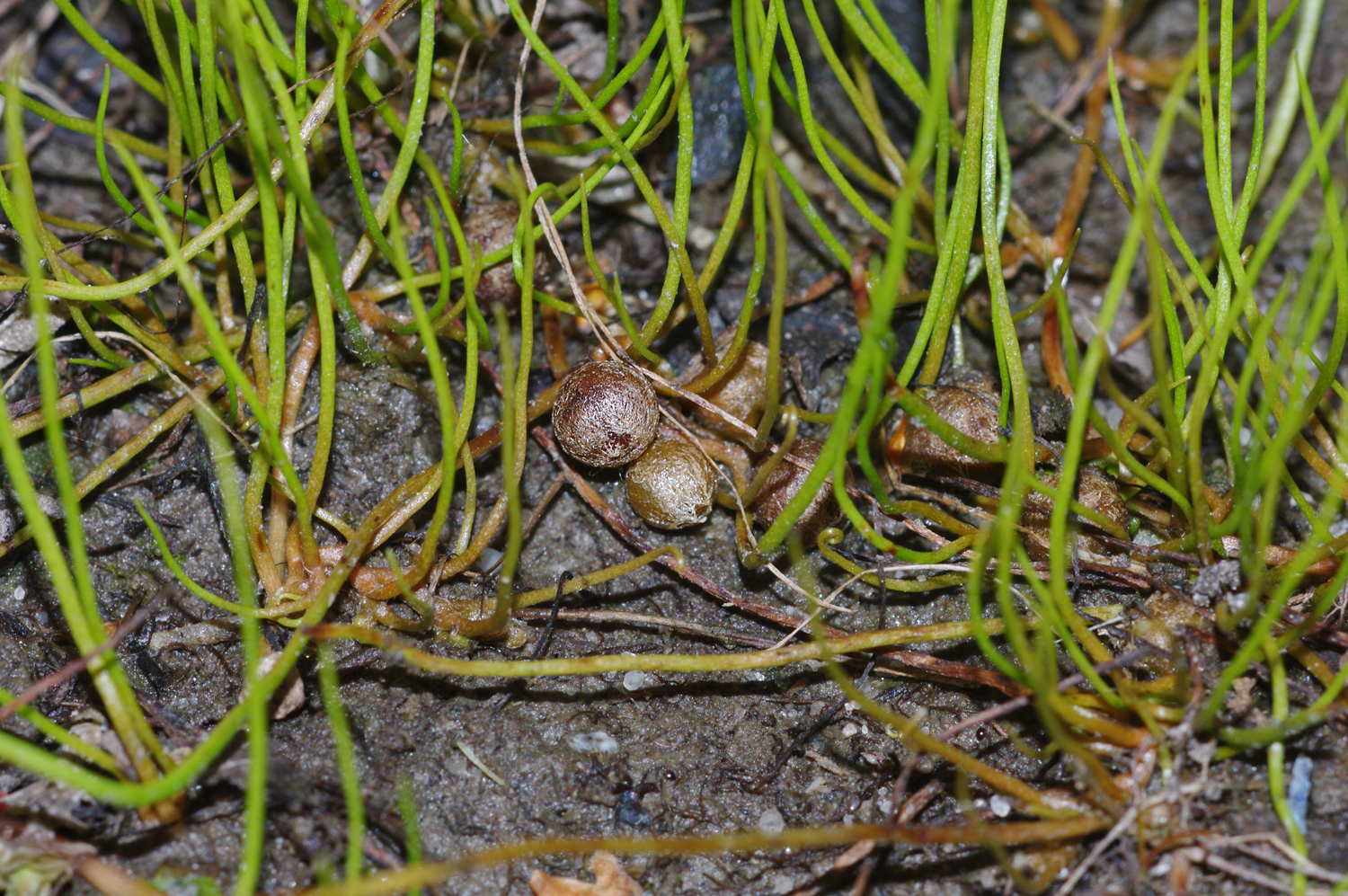
Sporokarpy